# Panopea (bivalvo)
Panopea es un género de bivalvos marinos en la familia Hiatellidae. Hay 10 especies descritas en Panopea. Muchos de ellos son conocidos bajo el nombre común de geoduck. El nombre común deriva del Nisqually. El registro fósil del género se remonta a la Cretácico (o tal vez el Triásico).

## Especies
- Panopea abbreviata (Valenciennes, 1839) – Geoduck del sur
- † Panopea abrupta (Conrad, 1849) (extinto del Mioceno)[3]
- Panopea australis (G.B. Sowerby I, 1833)
- Panopea bitruncata (Conrad, 1872)
- Panopea generosa Gould, 1850 – Geoduck del Pacífico
- Panopea globosa Dall, 1898 – Geoduck de Cortés
- Panopea glycymeris (Born, 1778)
- Panopea japonica Adams, 1850 – Geoduck japonés[4]
- Panopea smithae Powell, 1950
- Panopea zelandica Quoy & Gaimard, 1835 – almeja de aguas profundas[5]